# Ust'e
L'Ust'e (in russo Устье?) è un fiume della Russia europea centrale, ramo sorgentizio di destra del Kotorosl'. Scorre nell'oblast' di Jaroslavl'.

## Descrizione
Il fiume ha origine da una palude a est del villaggio di Zaozer'e; scorre poi con direzione mediamente orientale. La larghezza del canale varia dai 10 ai 40 m, la profondità da 0,2 a 2 m. Il fiume ha una lunghezza di 153 km, l'area del suo bacino è di 2 530 km².
Il maggior affluente è la Mogza (lungo 84 km) proveniente dalla sinistra idrografica.
Il fiume attraversa le cittadine di Borisoglebskij e Semibratovo.